# Thọ Cường
Thọ Cường là một xã thuộc huyện Triệu Sơn, tỉnh Thanh Hóa, Việt Nam.
Xã Thọ Cường có diện tích 5,98 km², dân số năm 1999 là 4829 người, mật độ dân số đạt 808 người/km².